# Bootshaken

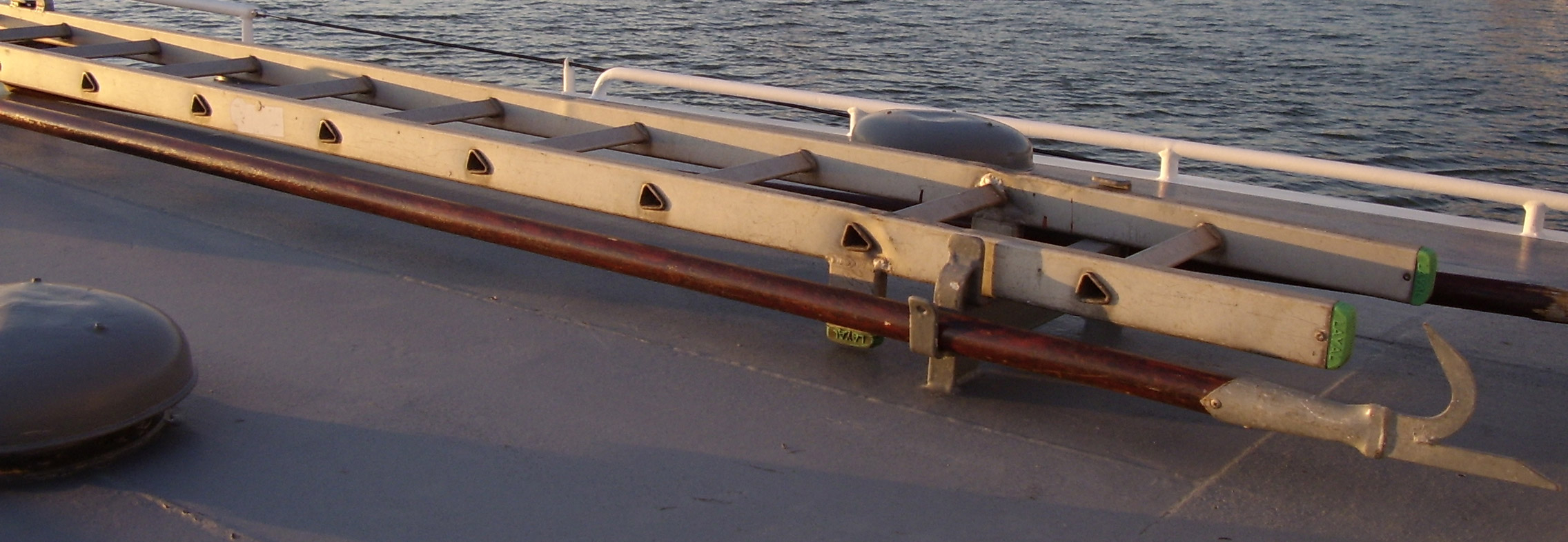
Ein klassischer Bootshaken

Ein Bootshaken beziehungsweise Schiffshaken ist eine Stange bzw. Stiel mit einem Haken am Ende. Im Unterschied zum Enterhaken als Angriffsmittel nutzt man diesen hauptsächlich, um Gegenstände oder Personen aus dem Wasser zu fischen oder sich – samt Boot – an andere Boote oder den Anleger heranzuziehen. Mit der Spitze kann man sich vom Anleger abdrücken. Im niederdeutschen Sprachgebrauch wird der Bootshaken auch „Peekhaken“ (peek = Piek/Spitze, also „Haken mit einer Spitze“) genannt.
Eine weitere Nutzung ist das Hantieren (Befestigen oder Lösen) einer Festmacherleine an einem bis zwei Meter entfernten Dalben oder Poller.
Bootshaken werden auch beim Segeln eingesetzt, wenn beispielsweise der Spinnaker oder die Genua kurz gestrafft werden sollen oder der Niederholer bei einer Halse mehr gespannt werden soll. Es gibt Modelle, bei denen das Ende eines Paddels als Bootshaken ausgebildet ist, diese Bauart ist auf kleinen Jollen beliebt.

## Besonderheiten
- Die Meeresschnecke Harpago chiragra trägt den deutschen Namen Großer Bootshaken.
- In der Heraldik ist der Schiffs-/Bootshaken eine gemeine Figur. Beispielsweise erscheint er im Familienwappen des Adelsgeschlechts Oppeln-Bronikowski. Oft mit anderen Wappenfiguren kombiniert, ist der Haken mit allen heraldisch möglichen Farben im Wappen möglich.[2] Biberist bezeichnet ihn verwechselt als Bundhaken.